# Harpacticella itoi
Harpacticella itoi is een eenoogkreeftjessoort uit de familie van de Harpacticidae. De wetenschappelijke naam van de soort is voor het eerst geldig gepubliceerd in 1991 door Chang & H.S. Kim.